# Саншайн-Коаст
Регіональний округ Саншайн-Коаст (англ. Sunshine Coast) — регіональний округ в Канаді, у провінції Британська Колумбія.

## Населення
За даними перепису 2016 року, регіональний округ нараховував 29970 жителів, показавши зростання на 4,7%, порівняно з 2011-м роком. Середня густина населення становила 7,9 осіб/км².
З офіційних мов обидвома одночасно володіли 2 105 жителів, тільки англійською — 27 480, тільки французькою — 5, а 85 — жодною з них. Усього 2,770 осіб вважали рідною мовою не одну з офіційних, з них 45 — одну з корінних мов, а 55 — українську.
Працездатне населення становило 55,7% усього населення, рівень безробіття — 6,8% (7,4% серед чоловіків та 6,3% серед жінок). 73,2% були найманими працівниками, 25,4% — самозайнятими.
Середній дохід на особу становив $43 004 (медіана $31 577), при цьому для чоловіків — $50 697, а для жінок $36 014 (медіани — $38 343 та $26 987 відповідно).
29,1% мешканців мали закінчену шкільну освіту, не мали закінченої шкільної освіти — 14%, 56,9% мали післяшкільну освіту, з яких 38,3% мали диплом бакалавра, або вищий, 285 осіб мали вчений ступінь.
| Статево-вікова структура населення | Статево-вікова структура населення | Статево-вікова структура населення | Статево-вікова структура населення | Статево-вікова структура населення |
| ---------------------------------- | ---------------------------------- | ---------------------------------- | ---------------------------------- | ---------------------------------- |
|                                    |                                    |                                    |                                    |                                    |
| Всього                             | Всього                             | 48,0%52,0%                         |                                    |                                    |
| 0 — 14 років                       | 0 — 14 років                       |                                    | 11,8%                              | 11,8%                              |
| 15 — 64 років                      | 15 — 64 років                      |                                    | 58,6%                              | 58,6%                              |
| 65 і більше                        | 65 і більше                        |                                    | 29,6%                              | 29,6%                              |
| 85 і більше                        | 85 і більше                        |                                    | 3,4%                               | 3,4%                               |
| 100 і більше                       | 100 і більше                       |                                    | 0%                                 | 0%                                 |
| Середній вік (років)               | Середній вік (років)               | 48,950,3                           | 49,6                               | 49,6                               |
| Медіана (років)                    | Медіана (років)                    | 54,255,4                           | 54,9                               | 54,9                               |
| — чоловіки — жінки                 |                                    |                                    |                                    |                                    |

| Походження мешканців:     | Походження мешканців:     | Походження мешканців: | Походження мешканців: | Походження мешканців: |
| ------------------------- | ------------------------- | --------------------- | --------------------- | --------------------- |
| Походження                |                           |                       | осіб                  | %                     |
| Корінні американці        | Корінні американці        |                       | 2 505                 | 8.53%                 |
| Інше північноамериканське | Інше північноамериканське |                       | 7 430                 | 25.29%                |
| Європейське               | Європейське               |                       | 24 905                | 84.78%                |
| британське                | британське                |                       | 19 015                | 64.73%                |
| французьке                | французьке                |                       | 3 365                 | 11.46%                |
| українське                | українське                |                       | 1 535                 | 5.23%                 |
| Карибське                 | Карибське                 |                       | 175                   | 0.6%                  |
| Латинськоамериканське     | Латинськоамериканське     |                       | 275                   | 0.94%                 |
| Африканське               | Африканське               |                       | 240                   | 0.82%                 |
| Азійське                  | Азійське                  |                       | 1 895                 | 6.45%                 |
| Океанійське               | Океанійське               |                       | 270                   | 0.92%                 |

| Зайнятість населення за галузями (за класифікацією NOC): | Зайнятість населення за галузями (за класифікацією NOC): | Зайнятість населення за галузями (за класифікацією NOC): | Зайнятість населення за галузями (за класифікацією NOC): | Зайнятість населення за галузями (за класифікацією NOC): |
| -------------------------------------------------------- | -------------------------------------------------------- | -------------------------------------------------------- | -------------------------------------------------------- | -------------------------------------------------------- |
|                                                          |                                                          |                                                          |                                                          |                                                          |
| Управління                                               | Управління                                               |                                                          | 12,4%                                                    | 12,4%                                                    |
| Бізнес, фінанси та адміністрування                       | Бізнес, фінанси та адміністрування                       |                                                          | 11,5%                                                    | 11,5%                                                    |
| Природничі та прикладні науки                            | Природничі та прикладні науки                            |                                                          | 5,2%                                                     | 5,2%                                                     |
| Охорона здоров'я                                         | Охорона здоров'я                                         |                                                          | 6,7%                                                     | 6,7%                                                     |
| Освіта, правозахист, муніципальні та урядові служби      | Освіта, правозахист, муніципальні та урядові служби      |                                                          | 10%                                                      | 10%                                                      |
| Мистецтво, культура, відпочинок та спорт                 | Мистецтво, культура, відпочинок та спорт                 |                                                          | 5,8%                                                     | 5,8%                                                     |
| Роздрібна торгівля та послуги                            | Роздрібна торгівля та послуги                            |                                                          | 24,4%                                                    | 24,4%                                                    |
| Гуртова торгівля, транспорт та обладнання                | Гуртова торгівля, транспорт та обладнання                |                                                          | 16,4%                                                    | 16,4%                                                    |
| Природні ресурси, сільське господарство                  | Природні ресурси, сільське господарство                  |                                                          | 4,4%                                                     | 4,4%                                                     |
| Виробництво                                              | Виробництво                                              |                                                          | 3,1%                                                     | 3,1%                                                     |

## Населені пункти
До складу регіонального округу входять містечко Ґібсонс, муніципалітет Сішелт, індіанська резервація Чеквелп 26, а також хутори, інші малі населені пункти та розосереджені поселення.

## Клімат
Середня річна температура становить 3,4°C, середня максимальна – 15,5°C, а середня мінімальна – -8,4°C. Середня річна кількість опадів – 1 530 мм.
| Клімат поселення                              | Клімат поселення | Клімат поселення | Клімат поселення | Клімат поселення | Клімат поселення | Клімат поселення | Клімат поселення | Клімат поселення | Клімат поселення | Клімат поселення | Клімат поселення | Клімат поселення | Клімат поселення |
| Показник                                      | Січ.             | Лют.             | Бер.             | Квіт.            | Трав.            | Черв.            | Лип.             | Серп.            | Вер.             | Жовт.            | Лист.            | Груд.            |                  |
| Середній максимум, °C                         | 0,30             | 1,88             | 2,14             | 5,73             | 9,17             | 12,28            | 13,48            | 15,54            | 12,59            | 7,92             | 1,36             | −2,04            |                  |
| Середня температура, °C                       | −4,06            | −2,46            | −2,22            | 1,38             | 4,81             | 7,93             | 11,15            | 13,20            | 10,26            | 5,57             | −0,98            | −4,38            |                  |
| Середній мінімум, °C                          | −8,42            | −6,84            | −6,58            | −2,99            | 0,45             | 3,58             | 8,81             | 10,86            | 7,92             | 3,24             | −3,31            | −6,71            |                  |
| Норма опадів, мм                              | 198              | 141              | 133              | 108              | 93               | 84               | 58               | 63               | 65               | 169              | 226              | 192              |                  |
| Середньомісячна швидкість вітру, м/с          | 2.72             | 2.80             | 2.51             | 2.57             | 2.37             | 2.43             | 2.28             | 2.14             | 2.22             | 2.38             | 2.71             | 2.61             |                  |
| Середньомісячна сонячна радіація, кДж/м²·день | 3080             | 5828             | 9736             | 14407            | 17778            | 19139            | 20313            | 17427            | 12496            | 6831             | 3354             | 2397             |                  |
| --------------------------------------------- | ---------------- | ---------------- | ---------------- | ---------------- | ---------------- | ---------------- | ---------------- | ---------------- | ---------------- | ---------------- | ---------------- | ---------------- | ---------------- |
| Джерело:                                      |                  |                  |                  |                  |                  |                  |                  |                  |                  |                  |                  |                  |                  |